# Putri csárda

### Elhelyezkedése
Utazók, pásztorok, betyárok és az őket üldöző perzekutorok által gyakran látogatott csárda, az egykor közigazgatásilag Dévaványához tartozó Ecsegpusztában (jelenleg Ecsegfalva néven önálló település). "Ott volt közvetlenül a Berettyó-gát tövében, ahogy nyugatról délnyugat felé kanyarodik. A Barát laponyag lábánál". "Amikor még javában virágzott a szilaj tartás, az egész határ tele volt csárdákkal. Legismertebb volt Ecsegen a Putri csárda. Azon a helyen állt, ahol a Turkevéből Egyházhalmára vezető út áthaladt a Berettyón." Mivel Ecsegnek körülbelül a közepén feküdt a Putri csárda, itt húzódott meg a legtöbb jövő-menő. Finta Péter szerint "minden héten mekkerültek olyan emberek, akik nem szerettík se a kaszát, se a kapát". Valahol megtelepedtek, megkínálták őket. A pásztorok tudták, hogy miféle emberek. "Nem lehetett azokkal gyereknek beszílni. Reggerre oda is vaót."

### Az épület leírása
A Putri csárdát így írta le Finta Péter: „A fődbe vót süllyesztve, mint a tyúkverem. Embermílynyire ásták úgy, hogy a belőle kikerült fődet a fal tövire vertík. Három lípcsőn lehetett lemenni a konyhába. Itt állott a nagy ivóasztal. Mellette lókus. A konyha meg a ház közepin ágas tartotta a szelement." Ez arra enged következtetni, hogy nem volt lepadlásolva. Kis ablakát nem lehetett kinyitni. Ha kinézett rajta az ember, a kocsinak csak a kerekét látta.

### A csárdához kapcsolódó személyek és történetek
1880-ban Pozsonyi István, 1900-ban az öreg Miklovicz Mátyás volt itt a csárdás, az utolsó italmérő. Az ő emlékezetét egy nóta is megőrizte:
"Putri csárda csaplárosa,
Mátyás gazda,
Egy jó ürüt hoztam kendnek,
De nem tudja.
Ha őkelme az ilyesmit
Megvallaná,
Rovásra vett bora árát
Sose látná."
A csárda találkozóhelye volt a pusztában kóborló, a törvény elől menekülő embereknek és a kint élő pásztoroknak. Erről tanúskodik Osváth Pál, a legendás bihari csendbiztos, egy alkalommal a csárdában rendszeresen zenélő muzsikusnak intézett mondata is. "Hej, sokat tudna vallani kelmed, ha egy kicsit megszorítanám kendet." Egy másik ilyen történet azt meséli el, hogy Keliger juhásznak olyan kemény koponyája volt, hogy azt nem bírták elverni. 1873-ban a Templomzugot bérelte Magyar Palkó nevű komájával. Fejverőcskét szeretett játszani a Putri csárdában. Ha nem volt cimbora, a Putri tetőtartó ágasához verte a kopasz fejét. A részegség nem szégyen a pásztorfelfogás szerint, mert abból látszik, hogy szeretik egymást, ha kínálják borral, paprikással. A részeges pásztorról igen sok adat van. Az egyik legbeszédesebb, hogy Finta Miklós, a Péter bácsi apja, gyakran aludta ki a mámorát úgy a Putri csárdánál, hogy fejét a csárda ereszére hajtotta.
A zenészek közül első helyen kell említenünk a bőrdudásokat. A keviek közül Tulok Balogh mellett Pozsár Józsi nevét említették. Az utóbbiról közelebbi adatunk nincs. Tulok Balogh kedves tartózkodási helye a Putri csárda volt. A keviek szerint ha nem volt vendég a csárdában, felakasztotta a dudát, az zenélt, ő meg járta rá. Ez az 1870-es években lehetett. Akkor volt virágában a Putri. Azonban nem is tűnik olyan lehetetlennek Tulok Balogh produkciója. A bőrduda a benne levő levegőtől akkor is szól, ha nem fújják. A legismertebb énekes koldus Ecsegen az 1880-as években Bocskoros Tóni volt. A telet itt húzta ki a Putri csárdában. Az öreg Finta Miklós bácsinak még hegedült is.